# Monastero degli Olivetani (Rovigo)
Il monastero degli Olivetani, già convento degli Umiliati, è un complesso di origine religiosa sito a Rovigo in piazzale san Bortolo. Sorto come convento dell'ordine degli Umiliati, dove crebbe di importanza grazie all'opera artigianale dei suoi adepti lanai e, dopo un periodo di abbandono, ristrutturato come monastero ed insediato da monaci della Congregazione olivetana, ha cambiato negli anni uso, perdendone la connotazione religiosa e diventando sede di una casa di riposo fino alla seconda metà del XX secolo.
Ristrutturato dopo l'ultimo cambio d'uso è ora sede culturale, museale e congressuale.

## Storia

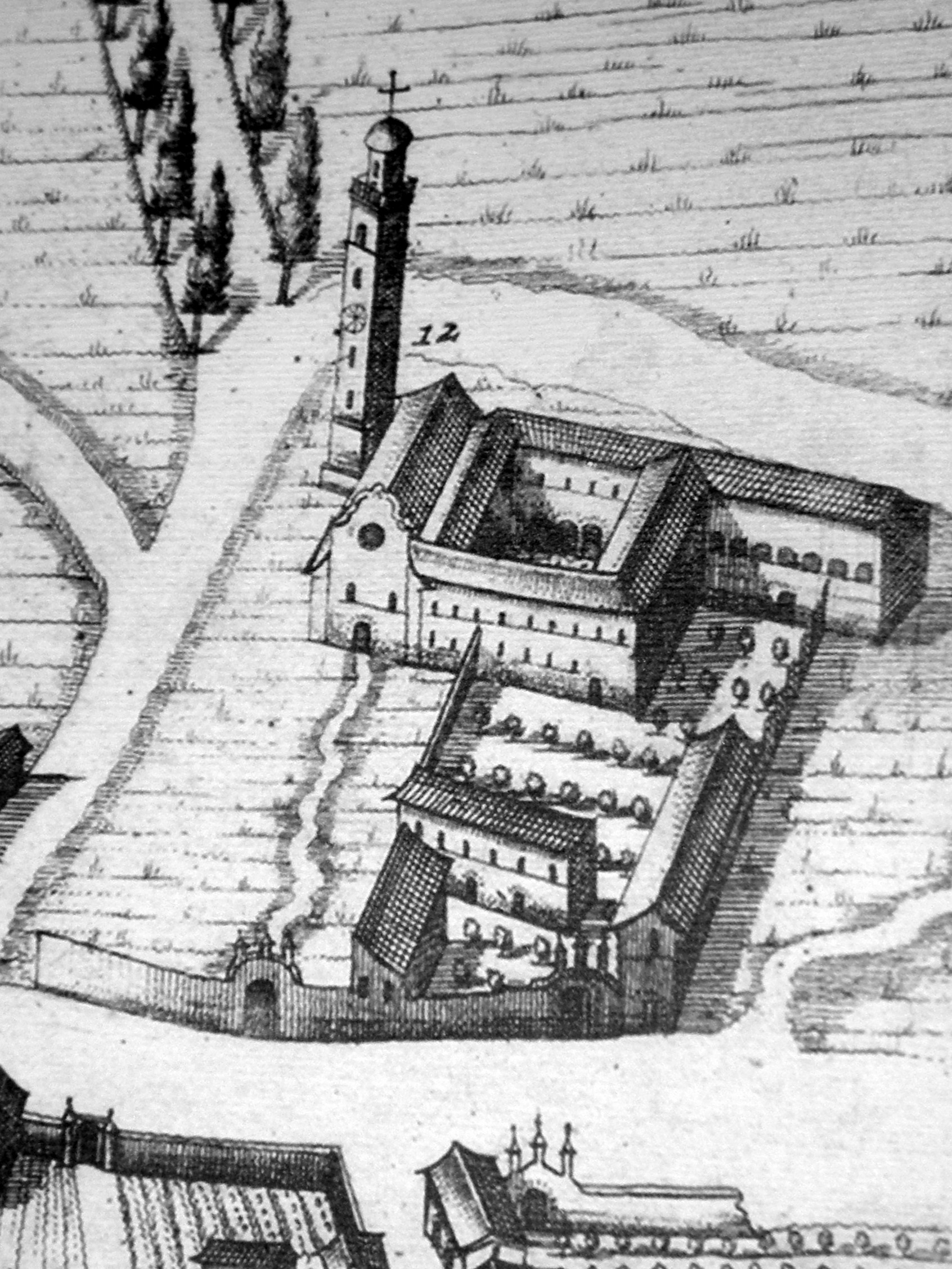
Il complesso della chiesa di San Bortolo e del monastero nella mappa a volo d'uccello di Pierre Mortier.

La costruzione della prima struttura religiosa monastica iniziò nel 1244 per opera dell'ordine degli Umiliati, un convento che aveva il compito di soddisfare sia le esigenze religiose che quelle artigianali, giunti a Rovigo per insediarsi nella parte più orientale della città a qualche chilometro dalle mura esterne e in prossimità del fiume Adigetto, allora un ramo principale dell'Adige che scorreva a nord.
Gli Umiliati, nati come movimento laico, dopo l'approvazione di papa Innocenzo III si espansero velocemente in tutto l'Italia settentrionale, occupandosi principalmente della lavorazione della lana, individuando in quel sito l'opportunità di impiantare una manifattura tessile al fine di incrementare i guadagni con cui finanziavano attività bancarie.
Dopo l'autorizzazione concessa dall'allora vescovo della diocesi di Adria Guglielmo d'Este il 10 giugno 1255, il complesso originale si dotò di una prima chiesa di stile rinascimentale. Pur se i documenti sopravvissuti non contribuiscono a comprendere se in quell'occasione si sia dato inizio anche a lavori di ristrutturazione dell'intero complesso, dato il fiorente sviluppo della comunità umiliata in Rovigo confermato da altri testi storici si può ritenere credibile. Tuttavia la comunità umiliata cittadina si ridimensionò velocemente come si evince da un documento datato 1283 indicante che i guadagni provenienti dall'attività laniera della comunità religiosa non venivano più investiti in beni immobili. I religiosi che lo occupavano nel giro di qualche decennio calano a soli cinque individui, per scendere ad un solo preposito nel 1407. Con l'ultimo documento che attesta il soggiorno di un preposito nel 1436 non si hanno più tracce della presenza degli Umiliati a Rovigo ed il complesso, chiesa compresa, già compromesso, con l'abbandono si avvia ad un inevitabile degrado strutturale. Dopo essere stato affidato in commenda al neoinsediato vescovo di Adria Bartolomeo Roverella nel 1444, con documento datato 21 ottobre 1474 il convento umiliato viene dichiarato formalmente soppresso.
L'influenza della ricca e potente famiglia Roverella nella chiesa del tempo, il fratello Lorenzo fu eletto vescovo di Ferrara nel 1460 e un altro Nicolò nominato abate generale dell'Ordine degli Olivetani nel 1472, e nella vita sociale ed economica di Rovigo, contribuirono grazie a quest'ultimo alla rinascita del convento chiedendo a Bartolomeo la rinuncia alla commenda per affidargli l'intero complesso edilizio e beni connessi, ed introducendo in seguito alcuni monaci del suo ordine. Benché con qualche difficoltà, grazie all'autorizzazione concessa da papa Sisto IV il 21 ottobre 1474, il convento venne annesso al costituendo monastero olivetano dell'abbazia di San Pietro in Maone e della chiesa di Santa Maria dei Sabbioni, quindi preso possesso dal priore del convento olivetano di San Giorgio di Ferrara nel 1478.

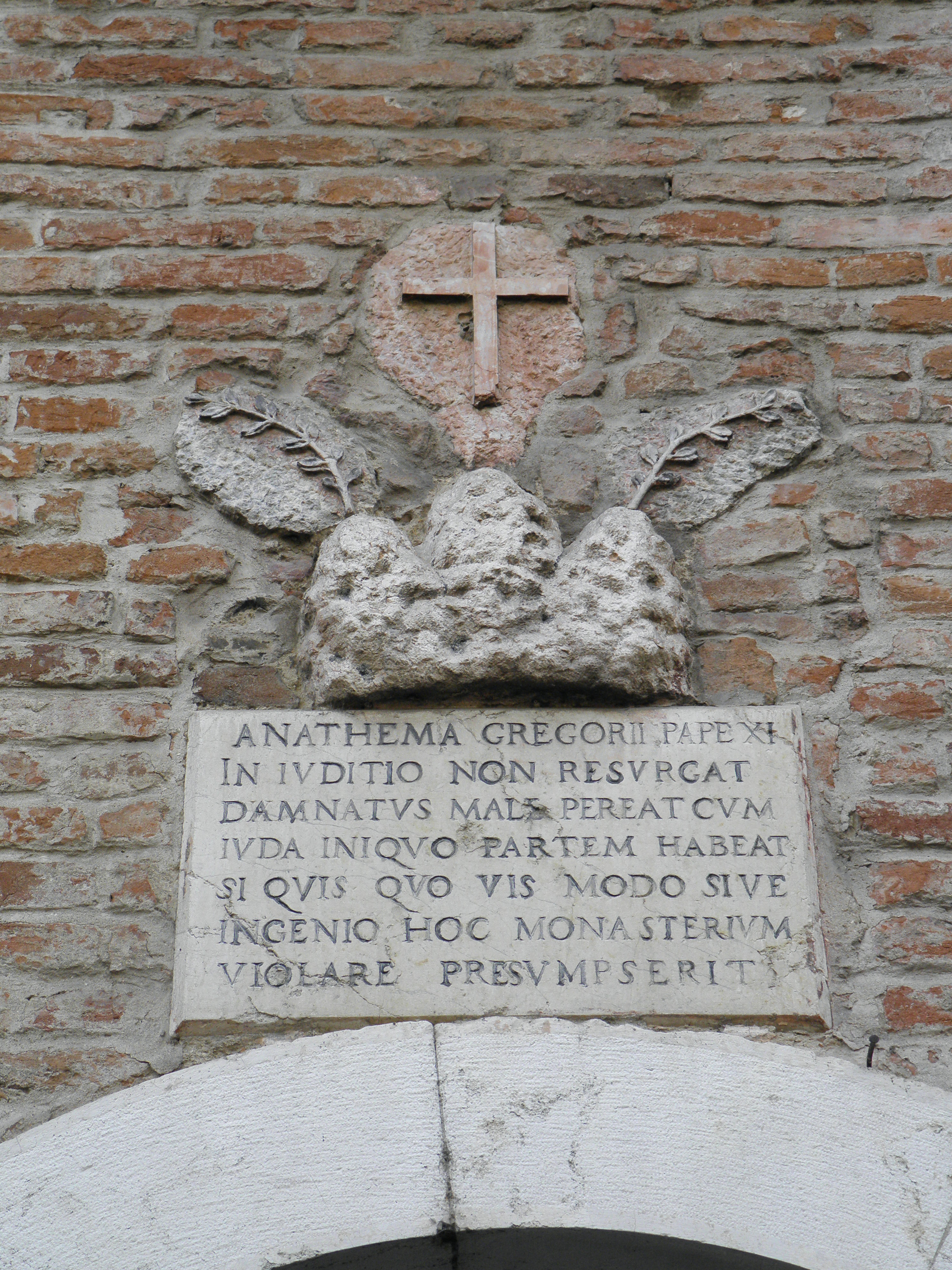
La lapide che riporta l'anatema di papa Gregorio XI posta sul portale di ingresso al chiostro.

Lo stato degli edifici era comunque tale da essere divenuti praticamente inabitabili e fu necessario avviare un radicale intervento a tutto il complesso. Le notizie sullo svolgimento dei lavori è ricavabile delle testimonianze redatte nel XVIII secolo dall'abate Alessandro Rossi. 
Su iniziativa dell'abate Nicolò Roverella, nel 1480 venne demolito il vecchio convento e costruito il nuovo complesso, commissionando il progetto del chiostro all'architetto ferrarese Biagio Rossetti e comprendente "dodici camere all'intorno, oltre varie di domestico servigio" collegato all'esterno da un piccolo portale alla cui sommità è apposta una piccola lapide che riporta l'anatema di papa Gregorio XI contro chi osasse violare un monastero olivetano.
Nel frattempo l'equilibrio politico della zona mutò radicalmente in seguito agli esiti della guerra del sale (o di Ferrara), protrattasi dal 1482 al 1484 e che vide Rovigo e il territorio indicato come Transpadana Ferrarese, fino ad allora sotto il dominio del Ducato di Ferrara, passare sotto il controllo della Repubblica di Venezia. Tuttavia il monastero di san Bortolo rimase ancora alle dipendenze di quello di san Giorgio di Ferrara fino alla conclusione del Concilio di Trento, aggregato dai vertici politici della Repubblica alla provincia olivetana veneta formalmente nella seconda metà del XVI secolo; anche in seguito i monaci dimostrarono di mantenere per oltre un secolo contatti con il mondo culturale di area emiliana, preferendola a quella veneta nell'opera di impreziosimento artistico della chiesa ad opera di artisti locali o attivi in Emilia.
Nel 1550 i monaci impiantarono una fornace per produrre i mattoni destinati ad ampliare ulteriormente il complesso, con l'aggiunta di un braccio che prolungava verso sud il lato orientale del chiostro, necessari anche alla riedificazione della chiesa iniziata nel 1562.

### Periodo recente
Attualmente il monastero è sede del Museo dei grandi fiumi, dell'associazione culturale minelliana e già sede di una mostra di scultura dedicata a Virgilio Milani.